# Kromofor
Kromofor je nezasićena atomska skupina koja uzrokuje obojenost organskih spojeva, na primjer skupina s nizom konjugiranih dvostrukih veza među ugljikovim atomima (–C=C–C=C–), karbonilna skupina (>C=O), nitrozo-skupina (–N=O), nitro-skupina (–NO2), azo-skupina (–N=N–) i slično. Njezinim uvođenjem u molekulu kemijskog spoja (većinom aromatskoga) upijanje ili apsorpcija elektromagnetskog zračenja pomiče se, zbog pospješenja mezomerije u konjugiranome sustavu, iz ultraljubičastog u vidljivi dio spektra, što spoju daje obojenost (boju). Spoj koji uvođenjem kromofora može postati obojen naziva se kromogen, a uporabna svojstva u smislu bojila dobiva tek uvođenjem i auksokromne skupine, koja omogućuje njegovo vezanje uz materijal (na primjer tekstil), a također utječe i na promjenu područja apsorpcije i produljivanje boje.
Kromofor je dio molekule koji je odgovoran za njezinu boju. Boja koju vidimo našim očima je ona koja se ne apsorbira unutar određenog spektra valne duljine vidljive svjetlosti. Kromofor je područje u molekuli gdje energetska razlika između dvije odvojene molekularne orbitale pada unutar raspona vidljivog spektra. Vidljiva svjetlost koja pogodi kromofor može se apsorbirati pobudom elektrona iz svog osnovnog stanja u pobuđeno stanje. U biološkim molekulama koje služe za hvatanje ili otkrivanje svjetlosne energije, kromofor je dio koji uzrokuje prostornu promjenu molekule kada ih pogodi svjetlost.

## Auksokromne skupine
Auksokromne skupine (grč. αὔξω: rastem + χρῶμα: boja) su organski supstituenti (zamjenske grupe) sa slobodnim elektronskim parovima koji osposobljavaju obojene kemijske tvari da se mogu upotrebljavati kao tehnička bojila, na primjer supstituenti –OH, –NH2, –COOH.